# Entodon brevirameus
Entodon brevirameus là một loài rêu trong họ Entodontaceae. Loài này được Dixon mô tả khoa học đầu tiên năm 1916.